# Titan Quest
Titan Quest er et RPG computerspil produceret af Ironlore og udgivet af THQ i 2006. Spillet finder sted i det gamle Grækenland, samt Egypten, Orienten (Kina) og til sidst for at tage en til Olympus. Spillet fik en udvidelsespakke i 2007 kaldet Titan Quest Immortal Throne, som fortsætter spillet til underverdenen hvor Hades hersker.
Man starter i level 1 og skal kæmpe sig op i level. I level 2 kan man vælge mellem ni elementer der giver dig forskellig magi: Storm, Earth, Warfare, Spirit, Dream, Rogue, Hunting, Nature og Defense. Når du er i level 8, kan du vælge andet element.
Titan Quest er en fantasiverden, med mange monstre og våben. Man kan lave zombier, natur ånder eller lavakæmper til at hjælpe dig. Du kan også blive en fantastisk kriger eller magiker. Det handler om at  kæmpe mod hades vagter, egyptiske konger, dæmoner og kentaurer.      